# Wipeout (programa de televisión)
Wipeout (también conocido como Hombre al agua en Hispanoamérica y Resbalón/Resbalón Recargado en México) es un concurso de televisión emitido por la cadena ABC, TBS y producida por Zeppelin TV.
En 2021, el programa se lanza en la plataforma Pluto TV y para 2022 se lanza en la plataforma ViX.

## Mecánica
El programa, grabado en Estados Unidos, se desarrolla sobre la base de la superación por 24 concursantes 4 pruebas físicas (The Qualifier, Round 2, Round 3, Wipeout Zone) llamadas Desafíos. Estas pruebas, similares a las del espacio Humor amarillo, consisten, por ejemplo en atravesar un foso de agua sobre una pasarela, sorteando obstáculos. El ganador consigue 50.000$

## Audiencias
El programa se estrenó el 24 de diciembre de 2008, con una audiencia de 1.259.000 espectadores (13,6% de cuota de pantalla). Estos resultados motivaron un retraso en la emisión de las once entregas restantes ya grabadas hasta el mes de junio de 2009, que pasaron a emitirse en late night.

## Versiones internacionales
| País           | Título                                                      | Presentador | Canal | Estreno                                                    | Idioma    |
| -------------- | ----------------------------------------------------------- | --- | --- | ---------------------------------------------------------- | --------- |
| Argentina      | Hombre al agua (2009-2010), Hombre al agua bajo cero (2011) | Eugenio Weinbaum y Sebastián Weinbaum (2009 y 2011), Ivan de Pineda y Luli Fernández (2010)                                 | El Trece | 5 de enero de 2009                                         | Español   |
| Australia      | Wipeout                                                     | Kelly Landry, James Brayshaw y Josh Lawson                                                                                  | Nine Network | 3 de febrero de 2009                                       | Inglés    |
| Bélgica        | Wipeout                                                     | Walter Grootaers, Bob Peeters & Lynn Pelgroms (& Wytske Kenemans)                                                           | VTM | 4 de marzo de 2009                                         | Holandés  |
| Canadá         | Wipeout                                                     | Valérie Simard | TQS | Otoño de 2009                                              | Francés   |
| Chile          | Hombre al agua                                              | Martín Cárcamo, Álvaro Salas y Marcelo Arismendi                                                                            | TVN | 6 de marzo de 2009                                         | Español   |
| China          | Quán jün fúmó                                               | Jen Yen Minxia y Jet Hoauzhong                                                                                              | CCTV | 21 de marzo de 2013                                        | Chino     |
| Croacia        | Wipeout                                                     | Marina Jerkovic | RTL Televizija | 12 de abril de 2009                                        | Croata    |
| Dinamarca      | Wipeout                                                     | Thomas Mygind | Kanal 5 | 5 de marzo de 2009                                         | Danés     |
| Francia        | Total Wipeout                                               | Stéphane Rotenberg, Alex Goude y Sandrine Corman                                                                            | M6 | Verano de 2009                                             | Francés   |
| Alemania       | WipeOut – Heul nicht, lauf!                                 | Charlotte Engelhardt, Matthias Opdenhövel y Werner Hansch                                                                   | ProSieben | 10 de marzo de 2009                                        | Alemán    |
| Israel         | וויפאאוט ישראל                                              | Tal Berman y Aviad Kisos | Channel 10 | Abril de 2009                                              | Hebreo    |
| Liga Árabe     | Wipeout                                                     | Mustafa Alagha | MBC 1 | Mayo de 2009                                               | Arabic    |
| Países Bajos   | Wipeout                                                     | Wytske Kenemans, Dennis Weening, Klaas van der Eerden (& Lynn Pelgroms)                                                     | RTL 5 | 15 de febrero de 2009                                      | Holandés  |
| Noruega        | Wipeout                                                     | Anders Hoff y Øyvind Rafto of Raske Menn, y co-host Synnøve Skarbø                                                          | TVNorge | 2 de marzo de 2009                                         | Noruego   |
| Portugal       |                                                             | | Sociedade Independente de Comunicação                                                                               | Otoño de 2009                                              | Portugués |
| Filipinas      | Wipeout                                                     | TBA | ABS-CBN | Junio de 2010                                              | Inglés    |
| Serbia         | Wipeout                                                     | Ivan Tešanović y Miljan Milićević                                                                                           | FOX Televizija | 8 de noviembre de 2009                                     | Serbio    |
| Spira          | ¡Caída!                                                     | Manuel Gómez, Alicia Sansuyo y Lucía González                                                                               | Telespira | 28 de mayo de 2010                                         | Español   |
| Suecia         | Wipeout                                                     | Felix Herngren, Hans Wiklund y Sofia Wistam                                                                                 | Kanal 5 | 8 de marzo de 2009                                         | Sueco     |
| Turquía        | Wipeout                                                     | Asuman Krause | Show TV | 30 de enero de 2009                                        | Turco     |
| Reino Unido    | Total Wipeout                                               | Richard Hammond y Amanda Byram                                                                                              | BBC One | 3 de enero de 2009                                         | Inglés    |
| Estados Unidos | Wipeout                                                     | John Anderson, John Henson, Jill Wagner (2008-2014) John Cena, Nicole Byer y Camille Kostek (2021-presente)                 | ABC TBS La Siete (Reposiciones en español) Boing (Reposiciones en español) Warner Channel (Reposiciones en español) | 24 de junio de 2008 (ABC) 1 de abril de 2021 (TBS)         | Inglés    |
| España         | ¡Guaypaut! / Wipeout                                        | Carmen Alcayde (2008-10) Gustavo Ausín, José Núñez y Olga Hernangómez (2011-presente, doblaje de la versión estadounidense) | Telecinco (2008-10) Boing (2011-presente)                                                                           | 24 de diciembre de 2008 (Telecinco) Verano de 2011 (Boing) | Español   |
| México         | Resbalón                                                    | Melina Dionyssiou, Eduardo Videgaray, José Ramón San Cristóbal                                                              | Televisa | 29 de agosto de 2009                                       | Español   |
| Venezuela      | Hombre al agua                                              | Alex Goncálvez | Superplustv | Enero-junio de 2010                                        | Español   |